# Sidney Margolius
 (mars 2006).
Améliorez-le ou discutez des points à vérifier. Si le bandeau a été apposé sous l’ancien système, vous pouvez discuter sur cette page.
Sidney Margolius (1913 - 30 janvier 1980) est l'un des tout premiers journalistes américains spécialisés dans le droit du consommateur.
Auteur d'une centaine d'articles qui seront publiés dans différents journaux américains, ceux-ci traiteront principalement de l'évaluation de leur prix réel sur le marché américain et de leur distribution dans les boutiques et/ou les magasins de grandes surfaces.
Il est surtout connu pour ses derniers livres, The Consumers Guide to Better Buying vendu à des millions d'exemplaires, Health Food Facts and Fakes, et The Great American Food Hoax.